# Lewis W. Ross

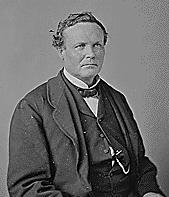
Lewis W. Ross

Lewis Winans Ross (* 8. Dezember 1812 bei Seneca Falls, New York; † 20. Oktober 1895 in Lewistown, Illinois) war ein US-amerikanischer Politiker. Zwischen 1863 und 1869 vertrat er den Bundesstaat Illinois im US-Repräsentantenhaus.

## Werdegang
Noch in seiner Jugend kam Lewis Ross nach Lewistown in Illinois, wo er die öffentlichen Schulen besuchte. Im Jahr 1837 absolvierte er das Illinois College in Jacksonville. Nach einem anschließenden Jurastudium und seiner 1839 erfolgten Zulassung als Rechtsanwalt begann er in Lewistown in diesem Beruf zu arbeiten. Gleichzeitig schlug er als Mitglied der Demokratischen Partei eine politische Laufbahn ein. In den Jahren 1840, 1841, 1844 und 1845 saß er als Abgeordneter im Repräsentantenhaus von Illinois; 1861 und 1870 war er jeweils Delegierter auf Versammlungen zur Überarbeitung der Staatsverfassung.
Bei den Kongresswahlen des Jahres 1862 wurde Ross im neunten Wahlbezirk von Illinois in das US-Repräsentantenhaus in Washington, D.C. gewählt, wo er am 4. März 1863 die Nachfolge von William J. Allen antrat. Nach zwei Wiederwahlen konnte er bis zum 3. März 1869 drei Legislaturperioden im Kongress absolvieren. In dieser Zeit endete der Bürgerkrieg. Seit 1865 war die Arbeit des Kongresses von den Spannungen zwischen den Republikanern und Präsident Andrew Johnson überschattet, die in einem nur knapp gescheiterten Amtsenthebungsverfahren gipfelten. Während Ross’ Zeit im Kongress wurden der 13. und der 14. Verfassungszusatz ratifiziert.
Im Jahr 1868 verzichtete Lewis Ross auf eine weitere Kandidatur. Nach dem Ende seiner Zeit im US-Repräsentantenhaus praktizierte er wieder als Anwalt. Er starb am 20. Oktober 1895 in Lewistown. Sein Sohn John (1841–1902) war zwischen 1893 und 1898 als Vorsitzender des Board of Commissioners Bürgermeister der Bundeshauptstadt Washington DC.